# 澤井裕
澤井 裕（さわい ゆたか、1930年2月15日 - 2003年7月10日）は、日本の法学者。専門は民法。学位は、法学博士（大阪大学・論文博士・1971年）（学位論文「公害の私法的研究 」）。関西大学名誉教授。大阪府出身。

## 来歴
大阪府大阪市生まれ。大阪府立豊中中学（現・豊中高校）、旧制浪速高校を経て、1949年大阪大学医学部に入学。その後、1953年に法学部に転部、1955年同学部を卒業。1957年大阪大学大学院修士課程修了、関西大学法学部助手。1960年同専任講師、1963年同助教授、1969年同教授に昇進。1973年から1974年まで関西大学学生部長を務め、1980年から1981年まで関西大学法学部長を務めた。学外では、池田市や岸和田市の環境保全審議会委員、法社会学会理事、私法学会理事などを歴任した。1995年3月関西大学退職、関西大学名誉教授。その後、福山平成大学教授となる。
2003年、73歳で死去。

## 人物
長らく関西大学法学部の看板教授であり、著書・論文をあわせると100を超える。澤井ゼミからは法曹をはじめとする多くの人材を輩出。澤井ゼミ出身の民法研究者は存在するが、自身が大学院（修士課程・博士課程）において指導教授として研究者志望の人間をとったことはなく、いわゆる直弟子にあたる人間は存在しない。
研究領域は、不法行為法を中心としつつも債権法全般、物権法にも及ぶ。後掲「公害の私法的救済」は公害問題が社会問題化する以前に出版された先駆的な研究書である。

## 著書
- 『公害の私法的救済』（一粒社、1969年）
- 『隣地通行権裁判例の研究』（一粒社、1971年）
- 『大阪空港裁判の展開』（ミネルヴァ書房、1974年）
- 『公害差止の法理』（日本評論社、1976年）
- 『隣地通行権』「叢書民法総合判例研究4巻」（一粒社、1978年）
- 『債権法20講』（玄文社）
- 『テキストブック債権総論』（有斐閣、1985年）
- 『テキストブック事務管理・不当利得・不法行為』（有斐閣、1993年）